# Lyman Pierson Powell
Lyman Pierson Powell, född 1866 i Farmington i Delaware, död 10 februari 1946 i Morris County i New Jersey, var en amerikansk episkopalpräst och historiker. Han tjänstgjorde som rektor för Hobart College och William Smith College.